# Tennis in the Land 2024
Il Tennis in the Land 2024, sponsorizzato da Rocket Mortgage, è stato un torneo di tennis femminile giocato su campi in cemento all'aperto del Topnotch Stadium, uno stadio temporaneo costruito a The Flats a Cleveland. È stata la 4ª edizione dell'evento. Appartiene alla categoria WTA 250 nell'ambito del WTA Tour 2024. Il torneo si è svolto presso il Jacobs Pavilion dal 18 al 24 agosto 2024.

## Partecipanti al singolare

### Teste di serie
| Nazionalità | Giocatrice          | Ranking* | Testa di serie |
| ----------- | ------------------- | -------- | -------------- |
| Brasile     | Beatriz Haddad Maia | 22       | 1              |
| Canada      | Leylah Fernandez    | 26       | 2              |
| Rep. Ceca   | Kateřina Siniaková  | 38       | 3              |
| Cina        | Wang Xinyu          | 41       | 4              |
|             | Anastasija Potapova | 44       | 5              |
| Stati Uniti | Peyton Stearns      | 46       | 6              |
| Bulgaria    | Viktorija Tomova    | 52       | 7              |
| Stati Uniti | Sofia Kenin         | 56       | 8              |

* Ranking al 12 agosto 2024.

### Altre partecipanti
Le seguenti giocatrici hanno ricevuto una wild card per il tabellone principale:
- Lauren Davis
- McCartney Kessler
- Katrina Scott

Le seguenti giocatrici sono passate dalle qualificazioni:

- Ana Bogdan
- Jéssica Bouzas Maneiro
- Viktorija Golubic
- Sayaka Ishii

Le seguenti giocatrici sono entrate in tabellone come lucky loser:
- Elvina Kalieva
- Greet Minnen

### Ritiri
Prima del torneo
- Bernarda Pera → sostituita da  Elvina Kalieva
- Ljudmila Samsonova → sostituita da  Greet Minnen

## Partecipanti al doppio
| Nazione       | Giocatrice     | Nazione  | Giocatrice   | Ranking* | Testa di serie |
| ------------- | -------------- | -------- | ------------ | -------- | -------------- |
| Taipei cinese | Chan Hao-ching | Giappone | Miyu Katō    | 55       | 1              |
| Spagna        | Cristina Bucșa | Cina     | Xu Yifan     | 70       | 2              |
| Giappone      | Shūko Aoyama   | Giappone | Eri Hozumi   | 96       | 3              |
| Cina          | Wang Xinyu     | Cina     | Zheng Saisai | 102      | 4              |

* Ranking al 12 agosto 2024.

### Altre partecipanti
La seguente coppia ha ricevuto una wildcard per il tabellone principale:
- Eudice Chong /  Katrina Scott
- Bianca Fernandez /  Leylah Fernandez

## Punti
| Evento    | V   | F   | SF | QF | 2T   | 1T | Q    | Q2   | Q1   |
| Singolare | 250 | 163 | 98 | 54 | 30   | 1  | 18   | 12   | 1    |
| Doppio    | 250 | 163 | 98 | 54 | N.D. | 1  | N.D. | N.D. | N.D. |

## Montepremi
| Evento    | V        | F        | SF       | QF      | 2T      | 1T      | Q2      | Q1      |
| Singolare | 35 250 $ | 20 830 $ | 11 610 $ | 6 608 $ | 4 350 $ | 3 020 $ | 2 470 $ | 1 870 $ |
| Doppio*   | 12 820 $ | 7 210 $  | 4 140 $  | 2 470 $ | N.D.    | 1 900 $ | N.D.    | N.D.    |

*per team

## Campionesse

### Singolare
McCartney Kessler ha sconfitto in finale  Beatriz Haddad Maia con il punteggio di 1-6, 6-1, 7-5.
- É il primo titolo in carriera per Kessler.

### Doppio
Cristina Bucșa /  Xu Yifan hanno sconfitto in finale  Shūko Aoyama /  Eri Hozumi con il punteggio di 3-6, 6-3, [10-6].